# Bornuur
Bornuur (mongoliska: Борнуур Сум, Борнуур, Bornuur Sum) är ett distrikt i Mongoliet.   Det ligger i provinsen Töv, i den centrala delen av landet, 80 km nordväst om huvudstaden Ulaanbaatar.